# 卡萨拉沃内拉
卡萨拉沃内拉，是西班牙安达卢西亚自治区马拉加省的一个市镇。 总面积114平方公里，总人口2475人（2001年），人口密度22人/平方公里。